# Рза Заки
Рза бек Лятифбеков (Рза Заки) (азерб. Rza Zaki) — педагог, писатель.

## Биография
Рза Заки преподавал азербайджанский язык и шариат в ряде учебных заведений, таких как школа в Шеки, школа Анхаз в Батуме, Гянджинская духовная семинария (1906—1909), мусульманское общество «Икбал» в Гёйчае (1910), фабричная школа Гаджи Зейналабдина Тагиева (1910—1914) и русско-мусульманская школа (1915—1920). В начале XX века Рза Заки занимался художественным творчеством, написав и издав романы «Несчастный Джавад» (1912), « Жертвенная любовь» (1912), «Кероглу» (1913) и пьесу «Халиф Султана Абдулхамида» (1913). В период Азербайджанской Народной Республики Рза Заки работал администратором государственной театральной труппы, и 24 октября 1919 года театральный сезон был открыт его речью, после чего была показана историческая пьеса «Азербайджан» Исы Бека Ашурбекова. В тот же год на сцене был также поставлен спектакль по пьесе Рзы Заки «Халиф Султана Абдулхамида».

## Книги
- Рза Заки Лятифбеков. Избранные произведения. (Транслитерация: Ханым Мехдиханлы). Баку, 2025. 216 стр.
- В фонде Института рукописей имени М. Фузули АНАС находятся книги «Несчастный Джавад», «Несчастная девочка». Эти произведения были транслитерированы с древнего алфавита сотрудником того же Института Ханымбачи Меликзаде (Ханым Мехдиханлы) и подготовлены к печати с предисловием и словарем.